# Triplogyniidae
Famille
Les Triplogyniidae  Funk, 1977 sont une famille d'acariens Mesostigmata Antennophorina. Elle est composée de deux genres et une dizaine d'espèces décrites.

## Classification
- Funkotriplogynium Kumar-Datta, 1985 six espèces
- Triplogynium  Funk, 1977 quatre espèces